# The Cell
The Cell ist ein SciFi-Thriller von Tarsem Singh aus dem Jahr 2000 mit Jennifer Lopez und Vincent D’Onofrio in den Hauptrollen. Der Film wurde 2001 für einen Oscar in der Kategorie Bestes Make-up nominiert. Der Film startete am 23. November 2000 in den deutschen Kinos.

## Handlung
Die Psychologin Catherine dringt durch eine experimentelle Therapietechnik in das Unterbewusstsein ihrer Komapatienten ein, um ihnen so zu helfen, wieder aufzuwachen. Ihr aktueller Patient ist ein kleiner Junge, der schon eine Weile im schizophreniebedingten Koma liegt. Die Therapie verläuft jedoch ohne nennenswerte Fortschritte. Die Technik besteht aus einer elektronischen Vernetzung der Gehirnaktivität von Psychologin und Patient, wodurch sie Zugang zu seiner Gedanken- und Erinnerungswelt bekommt.
Mitten in ihren Versuchen, Zugang zu dem Jungen zu erlangen, konfrontieren sie FBI-Agenten mit einer brisanten Bitte. Sie soll in die Gedanken des geisteskranken Serienmörders Carl, der nach einem Anfall ebenfalls im Koma liegt, eintauchen, um das Versteck seines letzten Opfers in Erfahrung zu bringen. Nach den Erkenntnissen des FBI wurde die Frau entführt und wird in einer Kammer gefangen gehalten, die nach ungefähr 40 Stunden automatisch mit Wasser geflutet wird.
Catherine taucht bei ihrer Reise tief in die kranke Gedankenwelt des Mörders ein. Es gelingt ihr nicht, auf diese Weise herauszufinden, wo die entführte Frau versteckt wurde. Jedoch erfährt sie viele Details über die familiären Hintergründe der Persönlichkeit von Carl, insbesondere über die stark von gewalttätiger und emotionaler Misshandlung geprägte Beziehung zu seinem Vater. Doch dabei wird Catherine so stark von der Persönlichkeit des Mörders in Beschlag genommen, dass sie sich in seinen Gedanken und Erinnerungen verliert und aus eigener Kraft nicht mehr herausfindet. FBI-Agent Peter Novak folgt ihr als letzte Rettung in die Gedankenwelt, wird dort gefangen genommen und gefoltert, kann sie schließlich aber wieder davon überzeugen, dass sie sich nicht in der Realität befindet. Zudem entdeckt er in den Gedankenbildern von Carl Hinweise auf den Aufenthaltsort der entführten Frau und kann gerade noch rechtzeitig die notwendigen Schritte zu ihrer Rettung einleiten. In letzter Sekunde wird die Frau aus ihrem Glaskasten befreit. Währenddessen begibt sich Catherine noch ein letztes Mal in das Unterbewusstsein von Carl.

## Deutsche Synchronfassung
Die deutsche Synchronbearbeitung entstand bei FFS Film- & Fernseh-Synchron in München.
| Darsteller             | Deutscher Sprecher | Rolle                           |
| ---------------------- | ------------------ | ------------------------------- |
| Jennifer Lopez         | Natascha Schaff    | Catherine Deane                 |
| Vincent D’Onofrio      | Oliver Mink        | Carl Rudolph Stargher           |
| Vince Vaughn           | Alexander Brem     | FBI-Agent Peter Novak           |
| Gerry Becker           | Erich Ludwig       | Dr. Barry Cooperman             |
| Marianne Jean-Baptiste | Sandra Schwittau   | Dr. Miriam Kent                 |
| Jake Weber             | Oliver Stritzel    | FBI-Special-Agent Gordon Ramsey |
| Dylan Baker            | Walter von Hauff   | Henry West                      |
| Jake Thomas            | Max Felder         | junger Carl Stargher            |
| Lauri Johnson          | Inge Solbrig       | Mrs. Hickson                    |
| Gareth Williams        | Gudo Hoegel        | Starghers Vater                 |
| James Gammon           | Alexander Allerson | Teddy Lee                       |

## Kritiken
Brad Hamilton verglich den Film in der New York Post mit dem Film Das Schweigen der Lämmer, die Darstellung von Jennifer Lopez lobte er. Zusammen mit dem Regisseur Tarsem Singh wurde sie auch in der Zeitschrift Time hervorgehoben, wo der Film zudem als fesselnd bezeichnet wurde.
Rüdiger Rapke bezeichnete den Film in der Zeitschrift TV Movie 24/2000 als ein bizarres Fest für die Sinne. Im film-dienst 24/2000 wurde auf die Einflüsse der Experimentalfilme und berühmter Regisseure wie Andrei Tarkowski hingewiesen.

## Auszeichnungen
- Der Film wurde für einen Oscar in der Kategorie Bestes Make-up nominiert.
- Er erhielt vier Nominierungen für den Saturn Award, und zwar für Bester Science-Fiction-Film, Beste Kostüme, Bestes Make-up und für Jennifer Lopez als Beste Darstellerin.
- Lopez gewann den Blockbuster Entertainment Award in der Kategorie Beste Schauspielerin – Science Fiction. Vince Vaughn (Bester Schauspieler – Science Fiction) und Vincent D’Onofrio (Bester Nebendarsteller – Science Fiction) gingen dagegen leer aus.
- Jennifer Lopez gewann ebenfalls den MTV Movie Award in der Kategorie Best Dressed. In den Kategorien Beste weibliche Leistung für Lopez und Bester Bösewicht für D’Onofrio reichte es nur für eine Nominierung.
- Jake Thomas wurde für den Young Artist Award in der Kategorie Best Performance in a Feature Film – Young Actor Age Ten or Under nominiert.
- Die Stuntfrau Jill Brown erhielt für ihre Arbeit am Film den Taurus Awards 2001 in der Kategorie Bester Stunt in der Höhe.

## Fortsetzung
Am 16. Juni 2009 wurde in den USA der Film The Cell 2 direkt auf DVD veröffentlicht. Dieser hat abgesehen von der Grundidee und dem Titel nichts mit dem ersten Teil gemeinsam.